# Mastacembelus plagiostomus
Mastacembelus plagiostomus là một loài cá thuộc họ Mastacembelidae. Nó được tìm thấy ở Burundi, Cộng hòa Dân chủ Congo, Tanzania, and Zambia. Môi trường sống tự nhiên của chúng là hồ nước ngọt. Nó bị đe dọa do mất môi trường sống.